# Ophiodothella ferruginea
Ophiodothella ferruginea är en svampart som först beskrevs av Ellis & G. Martin, och fick sitt nu gällande namn av M.E. Barr 1978. Ophiodothella ferruginea ingår i släktet Ophiodothella och familjen Phyllachoraceae.   Inga underarter finns listade i Catalogue of Life.